# Stresstest
Een stresstest is een testvorm waarbij de stabiliteit van een geheel wordt getest. Hierbij wordt getest met een zwaardere belasting dan gebruikelijk, vaak tot het punt dat het systeem het begeeft. Het doel hiervan is te onderzoeken wat er gebeurt en waar de grens ligt. In bepaalde bedrijfstakken heeft het een andere betekenis, zoals in de materiaalkunde waar met materiaaltesten het effect van spanning op materialen wordt getest; bijvoorbeeld op vermoeidheid van materialen, zoals metaalmoeheid.

## Informatietechnologie

### Software
Bij het testen van software wordt met een "systeemstresstest" een test bedoeld waarbij getest wordt op zaken als robuustheid, beschikbaarheid, en foutafhandeling bij zware belasting. Het doel van deze tests is na te gaan of de software niet crasht als gevolg van bijvoorbeeld een gebrek aan systeembronnen, zoals RAM-geheugen, opslagcapaciteit, ongebruikelijke aantallen gelijktijdige gebruikers of denial-of-serviceaanvallen.
Voorbeelden:
- Een webserver kan een stresstest ondergaan met behulp van scripts, bots, en verschillende denial-of-serviceprogramma's, waarmee de performance van een website onder piekbelasting wordt getest.

Er zijn verschillen tussen een belastingstest en stresstest. Het belangrijkste verschil zit in het doel van de test.
- Bij een belastingstest wordt het gehele systeem getest, inclusief de database, waarbij de reactietijd gemeten wordt, terwijl bij een stresstest geconcentreerd wordt op enkele transacties die dan tot de grens belast worden, totdat het systeem crasht.
- Het kan gebeuren dat bij een stresstest de specifieke transacties of onderdelen getest worden terwijl de database dit gemakkelijk aankan. Aan de andere kant wordt bij een belastingstest de database zwaar belast terwijl de transacties het eenvoudig aankunnen.
- Een populaire stresstest is het laden van meer dan het maximale aantal concurrentgebruikers, zodat het systeem dan crasht bij de zwakste schakel. Hierdoor wordt duidelijk wat de zwakste schakel is en waar de grens van de belastbaarheid van het systeem ligt.

### Hardware
Bij een stresstest in zijn algemeenheid wordt de hardware onder zeer zware belasting getest, zodat men er zeker van is dat deze onder normale omstandigheden over langere termijn goed functioneert. Afhankelijk van de toepassing kan een stresstest worden gedaan op extreme temperaturen, luchtvochtigheid, luchtdruk en (indien van toepassing) elektromagnetische comptabiliteit of uitstraling.
Hardware kan ook worden getest op het gebied van benutting. Indien een voeding maximaal 100 watt kan leveren, kan getest worden hoe de voeding zich zal gedragen als deze 24 uur op deze belasting moet functioneren. Ook kan dan worden gekeken wat het gedrag is bij overbelasting of kortsluiting. Afhankelijk van de kwaliteitseisen (opdrachtafhankelijk) kan een test slagen of falen. Bijvoorbeeld kan in de kwaliteitseisen gesteld zijn dat de voeding moet afschakelen bij kortsluiting.

## Financiële sector
Een bedrijf kan ook een stresstest doen op een financieel instrument, waarbij gekeken wordt wat er gebeurt onder bepaalde extreme omstandigheden (scenarioanalyse). Zo'n test kan antwoord geven op bijvoorbeeld de volgende vragen:
- Wat gebeurt er als de markt met meer dan x% onderuit gaat?
- Wat gebeurt er bij een rentestijging of -daling van meer dan x%?
- Wat gebeurt er als de olieprijs 200% stijgt?
- Wat gebeurt er bij een faillissement van een belangrijke afnemer, leverancier of tussenpartij?
- Wat gebeurt er als de valuta Y x% stijgt of daalt?
- Wat gebeurt er bij bepaalde macroeconomische stress scenario's?[1]

Dit soort analyses worden de laatste tijd vaak uitgevoerd. Het wordt ook door overheden (zoals de Britse FSA) verplicht gesteld voor financiële organisaties, zodat er voldoende kapitaal is om mogelijke verliezen op te vangen bij extreme omstandigheden. Deze nadruk op voldoende, aan het risico aangepaste, kapitaalvereisten wordt door bijvoorbeeld Basel II verlangd. Bij stresstests worden ook combinaties van factoren getest. 
Er is ook de mogelijkheid om bepaalde historische gebeurtenissen als testcase te gebruiken, zoals de beurskrach van 1929, de Russische financiële crisis in 1998, de aanslagen op 11 september 2001 (9/11), de val van Lehman Brothers, de Griekse overheid in 2010 etc. 
Stresstests onthullen wat er gebeurt wanneer de scenario's uitkomen. Zij geven inzicht in de kwetsbaarheid van een portfolio of een financiële instelling. Alhoewel extreme gebeurtenissen niet hoeven voor te komen, is de studie van de gevolgen van belang om mogelijke problemen te inventariseren.

## Kerncentrales
Na de kernramp die volgde op de zeebeving en tsunami in Japan in 2011, werden ook alle Europese kernreactoren onderworpen aan een stresstest. Zo bleek uit het door elektriciteitsproducent EPZ uitgevoerde Europese Robuustheidsonderzoek onder meer dat het wenselijk was de Kerncentrale Borssele extra te beschermen tegen golfoploop bij een overstroming. De kernreactoren in Petten en Delft werden eveneens onder de loep genomen.

### Het ontwikkelen van een stresstest
Bij stresstests wordt een scenario met een bepaalde berekening gebruikt om te zien wat de resultaten zijn voor een bepaald portfolio.
Er zijn drie soorten scenario:
- Extreme gebeurtenis: Bereken de gevolgen indien een bepaalde gebeurtenis zou optreden. In het Deltaprogramma Ruimtelijke Adaptatie is aangegeven dat voor elk gebied (landelijk en stedelijk) een stresstest moet worden uitgevoerd voor extreme neerslag.
- Risicovariabele shock: Verander een bepaalde variabele in het risicomodel met een bepaalde hoeveelheid. Het risicoprofiel blijft ongewijzigd terwijl de covariantiematrix gebruikt wordt om de resultaten te berekenen afhankelijk van hun correlatie met de veranderde variabele.
- Externe variable shock: In plaats van het veranderen van een risicovariabele, kan een index veranderd worden, of een macro-economische grootheid zoals olieprijzen, valutakoersen, overheidstekorten, rentepercentages etc. Met behulp van regressie-analyse kunnen vervolgens de gevolgen berekend worden en voorzorgsmaatregelen worden getroffen.

## Waterbeheer
Door de klimaatverandering is het bewustzijn gegroeid dat een stad of een polder ook kwetsbaar is voor extreme neerslag. Daarom is in het Deltaprogramma Ruimtelijke Adaptatie een stresstest voorgeschreven waarin het waterschap of de gemeente moet aantonen wat er gebeurt bij een zeer extreme regenbui. Een stresstest is wat anders dan een norm die voorschrijft welke bui een stad of polder moet aankunnen zonder dat er sprake is van wateroverlast.  